# جولیان موریس
جولیان موریس (انگلیسی: Julian Morris؛ زادهٔ ۱۳ ژانویهٔ ۱۹۸۳) یک هنرپیشه اهل بریتانیا است. وی از سال ۱۹۹۶ میلادی تاکنون مشغول فعالیت بوده‌است.
از فیلم‌ها یا برنامه‌های تلویزیونی که وی در آن نقش داشته‌است می‌توان به والکیری، قلب اژدها ۳: نفرین جادوگر و انجمن خواهری اشاره کرد.